# Lajos, Vendôme grófja
Bourbon Lajos (franciául: Louis I de Bourbon-Vendôme; 1376. – Tours, 1446. december 21.)

## Élete
Az armagnac–burgundi polgárháborúban támogatta VII. Bernard d’Armagnacot.
1415-ben az azincourt-i csata után több évig angol hadifogságban volt.

## Házassága és gyermekei
- 1414-ben feleségül vett Blanche de Roucy-t († 1421). gyermekük nem született.
- 1424-től Jeanne de Laval (1405–1468) a második felesége volt.
  - Catherine (* 1425, fiatalon halt meg) ;
  - Gabrielle (* 1426, fiatalon halt meg);
  - János (1428 –1477),  Vendôme grófja.

Lajosnak egy törvénytelen fia is született Sibylle Boston nevű szeretőjétől, Bourbon János, Bâtard de Vendôme (1420–1496) Seigneur de Preaux, 1449-ban törvényesítettek.

## Fordítás
- Ez a szócikk részben vagy egészben  a   Louis I. de Bourbon, comte de Vendôme című német Wikipédia-szócikk fordításán alapul.  Az eredeti cikk szerkesztőit annak laptörténete sorolja fel. Ez a jelzés csupán a megfogalmazás eredetét és a szerzői jogokat jelzi, nem szolgál a cikkben szereplő információk forrásmegjelöléseként.
- Ez a szócikk részben vagy egészben  a   Louis Ier de Bourbon-Vendôme című francia Wikipédia-szócikk fordításán alapul.  Az eredeti cikk szerkesztőit annak laptörténete sorolja fel. Ez a jelzés csupán a megfogalmazás eredetét és a szerzői jogokat jelzi, nem szolgál a cikkben szereplő információk forrásmegjelöléseként.